# World Federation for Medical Education
World Federation for Medical Education (WFME; en español: «Federación Mundial de Educación Médica») es una organización no gubernamental que se ocupa de la educación y formación de médicos en todo el mundo. El principal objetivo de la WFME es «mejorar la calidad de la educación médica en todo el mundo, con la promoción de los más altos estándares científicos y éticos en la educación médica». La organización desarrolla estándares para la educación médica y promueve la acreditación de las escuelas de medicina. También cogestiona el Directorio mundial de facultades de medicina.
La WFME trabaja en asociación con sus seis Asociaciones Regionales de Educación Médica y otras organizaciones internacionales, incluida la Organización Mundial de la Salud y la Asociación Médica Mundial, con los miembros asociados de la WFME y con escuelas de medicina de todo el mundo.

## Historia
WFME fue fundada el 30 de septiembre de 1972 en Copenhague. Las organizaciones fundadoras incluyeron la Organización Mundial de la Salud (OMS) y la Asociación Médica Mundial (WMA).
En 1988, la Declaración de Edimburgo fue aprobada en la Conferencia Mundial de Educación Médica, en la que se pedía una mayor cooperación entre el sistema de salud y el sistema educativo, reflejando las necesidades nacionales en educación médica y la educación continua a lo largo de toda la vida del personal médico para lograr la calidad en la práctica. La Declaración fue adoptada por la Asamblea Mundial de la Salud en 1989.
El aspecto de la educación médica que responde a las necesidades nacionales también se destacó en la Cumbre Mundial sobre Educación Médica de 1993.
WFME participó en el Proyecto de Consenso Global para la Responsabilidad Social de las Escuelas de Medicina iniciado en 2010, que se centró aún más en la cooperación y el vínculo entre la educación médica y la sociedad, destacando la necesidad de satisfacer las necesidades de atención de la salud de los pacientes y las sociedades.
En los años 2008-2014, la WFME mantuvo el directorio Avicenna, una base de datos pública de escuelas de medicina, escuelas de farmacia, escuelas de salud pública e instituciones educativas de otras profesiones académicas de salud en todo el mundo, que luego se fusionó con IMED para crear el Directorio Mundial de Escuelas de Medicina.
WFME anteriormente tenía oficinas en Bethesda, Maryland (EE. UU.) y Edimburgo (Reino Unido), y más recientemente en Copenhague (Dinamarca) y Ferney-Voltaire (Francia). La organización está actualmente registrada en el Reino Unido y Francia.

## Misión
Los tres proyectos principales que actualmente son prioritarios para la WFME son la creación de estándares globales para la mejora de la calidad de la educación médica; la gestión del Directorio Mundial de Escuelas de Medicina; y el Reconocimiento de la Acreditación.
Al desarrollar los Estándares Globales, la WFME nombró tres Grupos de Trabajo Internacionales, uno para cada una de las tres fases de la educación médica:
- Educación médica básica (pregrado) (BME)
- Educación médica de posgrado (PME)
- Educación médica continua (CME) / desarrollo profesional de médicos (CPD)[11]

Sobre la base de las normas, la WFME proporciona orientación sobre el establecimiento de escuelas de medicina en el contexto de las normas mundiales, pero también con respecto a las necesidades nacionales.
Junto con FAIMER, la WFME coadministra el World Directory of Medical School, una base de datos pública de las facultades de medicina de todo el mundo.
El programa de reconocimiento de la WFME tiene como objetivo garantizar que la acreditación de las facultades de medicina del mundo esté en un nivel aceptado internacionalmente. La WFME otorga el estatus de reconocimiento a las agencias de acreditación que lo solicitan y se evalúa que cumplen con el estándar acordado.
La ECFMG publicó un comunicado de prensa que indica que los estudiantes que soliciten la certificación ECFMG después de 2023 deberán haberse graduado de una escuela de medicina que haya sido «debidamente acreditada por una agencia que utiliza criterios comparables a los establecidos para las escuelas de medicina de EE. UU, por el Comité de Enlace de Medicina Educación (LCME) o que utilice otros criterios aceptados a nivel mundial, como los de WFME».
WFME también desarrolla un proyecto sobre el papel del médico en la sociedad moderna, que refleja la posición cambiante de las profesiones médicas en el mundo.

## Administración
La estrategia de la WFME se desarrolla y acuerda en la reunión anual del Consejo Ejecutivo. El Consejo Ejecutivo incluye a los directores de las seis organizaciones regionales, representantes de las organizaciones fundadoras (OMS, WMA) y organizaciones colaboradoras (ECFMG, IFMSA). La Red de Médicos Jóvenes de la WMA también asiste por invitación.

## Oficinas regionales
AMEE: The Association for Medical Education en Europe
AMEEMR: Association for Medical Education en el Mediterráneo.
AMEWPR: Association for Medical Education en la región del Pacífico.
AMSA: Association of Medical Schools en África
PAFAMS: The Panamerican Federation of Associations of Medical Schools
SEARAME: South-East Asian Regional Association for Medical Education

## Organizaciones afiliadas
La WFME ha mantenido una relación oficial con la OMS desde 1974 con el objetivo de mejorar la educación médica en todo el mundo. En 2004, las dos organizaciones formaron una asociación estratégica y establecieron el Grupo de Trabajo internacional sobre Acreditación en Educación Médica. La función de la WFME en esta asociación es «actualizar las normas mundiales, revisar las normas regionales y nacionales, recopilar y difundir información, fomentar la autoevaluación institucional y establecer una función de asesor».
WFME tiene una relación formal con la Asociación Médica Mundial (WMA), y desde 1997 con la Federación Internacional de Asociaciones de Estudiantes de Medicina (IFMSA).
La Comisión de Educación para Graduados en Medicina Extranjeros (ECFMG) se convirtió en miembro cooptado en 2007.